# Robin Wijngaarde
 Robin Wijngaarde  (7 juli 1969) is een voormalige Nederlandse voetballer die uitkwam voor Club Brugge en Willem II.